# Mykolaïv (oblast' di Leopoli)
Mykolaïv (in ucraino Миколаїв?) è una città dell'Ucraina (14 498 abitanti) situata nel distretto di Stryj, nell'oblast' di Leopoli. Ospita l'amministrazione della comunità territoriale di Mykolaïv, una delle comunità territoriali dell'Ucraina.
Fino al 18 luglio 2020 Mykolaïv apparteneva al distretto di Mykolaïv, abolito come parte della riforma amministrativa dell'Ucraina, che ha ridotto a sette il numero dei distretti dell'oblast' di Leopoli. L'area del distretto di Mykolaïv è stata fusa nel distretto di Stryj.